# You Know My Name (Look Up the Number)
You Know My Name (Look Up The Number) (Lennon/McCartney) är en låt av The Beatles, först inspelad 1967 och slutligen utgiven 1970.

## Låten och inspelningen
Denna låt började som ett långt jam som man, möjligen påverkade av Pink Floyd, experimenterade i studion vid tre tillfällen sommaren 1967 (17 maj, 7 – 8 juni). Turnéledaren Mal Evans deltar med olika ljudeffekter (bland annat ljudet av spade i grus) och Brian Jones från The Rolling Stones spelar saxofon. Emellertid lade man spåret åt sidan och grävde inte fram det förrän 30 april 1969 då man kortade ned det och åstadkom en komisk låt inspirerade av den brittiska komediserien ”The Goon Show”. Bland annat gör Paul McCartney en komisk imitation av en nattklubbssångare vid namn Dennis O'Bell och låten är upplagd som ett slags urspårat underhållningsprogram. Spåret var då i stort sett klart och kom slutligen att bli b-sida på The Beatles sista singel, ”Let It Be”, som utgavs i England och USA 6 respektive 11 mars 1970.
Trots att singelversion av låten Let It Be gavs ut i stereo, var baksidan You Know My Name i mono. En något annorlunda stereomixning gavs ut på dubbel-CD:n Anthology 2, men vid nyutgåvorna av Beatles CD-skivor 2009 finns låten enbart med i mono på Past Masters och Mono Masters.
På den europeiska versionen av LP:n The Beatles Rarities påstås den vara i stereo, men det låter mer som fejkstereo. På den amerikanska versionen av denna LP är den dock i mono. Där kallas den You Know My Name (Look Up My Number).